# Carpe Diem (гурт)
«Carpe Diem» (Карпе Діем) — французький рок-гурт напрямку електричний, симфонічний прогресивний рок. Такий же особливий гурт як і Ange на чолі з Claude-Marius David (саксофон і флейта) Карпе Діем записав два альбоми. Їх вишуканий прогресивний рок включає рідкісні вокальні партії та інструментальну інтенсивність і красу. Музичні теми граційні, відпрацьовані, прекрасно розроблені та організовані. Пливучі модифіковані органні звуки прекрасно поєднуються з ліричними партіями флейти або повітряними гітарами, створюючи казкову рок-атмосферу, повну свіжості й витонченості. Музику Карпе Діем можна порівняти з музикою Caravan чи Fruupp й деякою мірою Van Der Graaf Generator.

## Біографія
Цей французький гурт був заснований у Ніцці як і Shylock. Обидва гурти записали по два альбоми, але звучання їх відмінне. Звучання Carpe Diem різноманітніше, а також має деяку частку вокалу і деякі духові інструменти (флейта і сопрано-саксофон). Можна сказати, що вони мають типове французьке прогресивне симфонічне звучання другої половини 70-х, таке як у гуртів Pulsar, Atoll і трохи менше в Ange і Mona Lisa.

## Альбом En Regardant Passer le Temps, 1975
Відкриває альбом композиція «Voyage du Non-Retour», яка за стилем є близькою до класичного спейс-року з елементами джаз-фьюжну і симфонічного прогресивного року. Так, загалом, це інструментальна п'єса являє собою не що інше, як справжній, інтенсивний, енергійний спейс-рок. Два довгих треки на альбомі, «Réincarnation» і «Jeux Du Siècle» (2 і 3), обидва з яких містять невелику кількість вокалу драматичного характеру (французькою мовою), цілком складаються із структур, які характерні для класичного симфонічного артроку і більше нічого. Є елементи (тільки елементи) спейс-року в іншій композиції альбомі, «Publiphobie» (4), але її домінуючою стилістикою є класичний симфонічний прогресивний рок.

### Композиції
1 — Voyage du Non-Retour 3'48 (Abbenanti, Truchi)

2 — Réincarnation 12'50 (Truchi / Yeu)

3 — Jeux Du Siècle 10'10 (David / Truchi)

4 — Publiophobie 9'54 (Faraut / Berge)
Загальний час звучання 36:46

### Музиканти
— Christian Truchi / клавішні і вокал 

— Gilbert Abbenanti / електрична та акустична гітари 

— Alain Berge / бас-гітара 

— Alain Faraut / барабани 

— Claude-Marius David / флейта, перкусія та сопрано-саксофон

## Альбом Cueille le Jour, 1976
... Поки тираж дебютного альбому "En regardant passer le temps" реалізовувався на батьківщині артистів і в канадській провінції Квебек, Carpe Diem щосили трудилися над матеріалом наступного. У грудня 1976 року вони засіли в студії Azurville, де через 10 днів повністю завершили запис "Cueille le Jour".
Основа диску - 22-хвилинна сюїта "Couleurs". П'ять складових її частин мають різне авторство, але це практично не впливає на цілісність твору. Починаючи з "Premiere pas" дія поступово зосереджується навколо делікатної, блискуче розігруваної бесіди клавішних Христина Трюші (орган, синтезатор string-ensemble, піано, лід-вокал), гітари Жильбера Аббенанті і саксофона Клода-Маріуса Давида. Та й вокал, який з'являється на 13-й хвилині треку у виконанні маестро Трюші ідеально вписується в картину зворушливим дзвінким тембром.
Другий бік диску містить також деякі дійсно гарні треки, наприклад, сумну, приправлену флейтовими пасажами і акустичними переборами баладу "Miracle de la Saint-Gaston" і етюд "Divertimento", який базується на суто камерному неокласичному діалозі фортепіано та саксофона; прекрасний зразок універсальності композиторського мислення Давида і Трюші.

### Композиції
1 — Couleurs 21'38

I. Premier Pas

II. La Traversée Des Sables

V. Les Portes Du Silence

III. Dernier Village... Premières Neiges

IV. Rencontre

2 — Naissance 3'23

3 — Le Miracle de la Saint-Gaston 3'38

4 — Laure 2'44

5 — Tramontane 3'37

6 — Divertimento 3'56

7 — Rencontre (Except from Couleurs - English Version) 3'22
Загальний час звучання 42:18

### Музиканти
— Christian Truchi / орган, струнний ансамбль, клавішні і вокал 

— Gilbert Abbenanti / гітара 

— Alain Berge / бас-гітара 

— Alain Faraut / барабани 

— Claude-Marius David / флейта, перкусія та сопрано-саксофон